# Hieracium silenii
Hieracium silenii là một loài thực vật có hoa trong họ Cúc. Loài này được (Norrl.) Norrl. mô tả khoa học đầu tiên.